# Zollman Péter
Zollman Péter (angolosan Peter Zollman) (Budapest, 1931. június 14. – Bristol, 2013. december 3.) magyar származású tudós, kutató fizikus, mérnök, feltaláló és műfordító.

## Élete
A Berzsenyi Dániel Gimnáziumba járt (innen ismerte Soros Györgyöt, Klein Györgyöt), majd a Műegyetemre: előbb kultúrmérnök szakon, majd a gépész- és villamosmérnöki karon (ahol két évig Simonyi Károly tanszékén dolgozott demonstrátorként) gyengeáramú villamosmérnökként végzett. Ezt követően az Egyesült Izzónál dolgozott (ott találkozott Bay Zoltánnal is), ahol mikrohullámú csöveket, klisztronokat, haladóhullámú csöveket gyártottak radarberendezések részére is; itt osztályvezetőnek nevezték ki.
1956. november végén elhagyta Magyarországot, és Londonba költözött. Gábor Dénes olvasta egy publikációját, és ennek alapján felajánlott neki egy kutatói állást laboratóriumában, ahol a lapos televíziós képcső fejlesztésén dolgozott – ebben segítette őt Zollman egy találmánya, amelyet doktori értekezésében fejtett ki. Ezután egy gépgyárhoz állt be fejlesztőmérnöknek, amelynek igazgatója is lett, de más kihívást keresett: egy hatalmas angol világcég műszaki igazgatója lett, amely számtalan területen tevékenykedett bankjegynyomtatástól, bankjegy- és csekk-nyomtató gépektől kezdve félvezetőkön át háztartási gépekig.
Ezt követően alagútfúró és bányagépek távvezérlésén dolgozott, többek közt a Genf melletti CERN nagy elektron-proton-ütköztető berendezése és a La Manche csatorna alagútján, de berendezéseiket a Szovjetunióban is alkalmazták a Bajkál-Amur vasút több száz alagútjánál. Terveiket és termékeiket Amerikában, Németországban, Franciaországban, Japánban adták el. Egy esetleges hibát utólag korrigálni rendkívül nehéz és költséges lett volna, és tönkretehetette volna vállalatukat, így tökéletességre kellett törekedniük. Munkája folyamán – bevallása szerint – négy nyelven tudott tárgyalni magyarországi neveltetése jóvoltából, bár franciául Angliában tanult meg. Több mint száz szabadalmát ismerte meg a világ.
1993-ban egy hirtelen megvilágosodás nyomán lemondott cége aktív vezetéséről, és belevágott a versfordításba: alapvetően azért, mert szerette volna magyarul nem beszélő lányai számára hozzáférhetővé tenni a magyar költészetet. Megítélése szerint igen kevés olyan fordítás született, amely az angol nyelvűek számára is élvezhetővé teszi a magyar verseket, így próbaképpen lefordította először Babitsnak A danaidák című versét, amellyel saját bevallása szerint viszonylag könnyen és szép eredménnyel boldogult. A következő években több száz komolyabb verset fordított, főként olyanokat, ahol a formahűség fontos szerep kap. Úgy találta, a magyar költészetben fontos a forma, fontosabb, mint például az angol költészetben. Mint írta: „magyar versek fordítása olyan nagy élvezet, hogy ez aranyozza be az életem.”
Klein György egy Pietà-beli tanulmányában, amelyet József Attiláról írt, a Hazám című vers kezdősorait úgy idézte, mint más nyelvre lefordíthatatlant. („Az éjjel hazafelé mentem,  / éreztem, bársony nesz inog, / a szellőzködő, lágy melegben / tapsikoltak a jázminok.”) Zollman azóta több mint negyven formában lefordította e sorokat, remélve, hogy valamelyik igazán szépre sikerül.
Makkai Ádám így nyilatkozott József Attila Születésnapomra című versének Zollman készítette fordításáról: „Egy fordító kivételével mindenkinek beletörött a bicskája abba, hogy »Én egész népemet fogom / nem középiskolás fokon / taní-tani!« Zollman Péternek hívják; így oldotta meg: »I’ll teach my nation one and all / much greater things than what you call / college knowledge.«”
Az ő tollából ismerte meg az angolul olvasó világ többek között József Attila, Kosztolányi Dezső, Nemes Nagy Ágnes, Orbán Ottó, Kányádi Sándor, Baka István verseit, és ő fordította le a Csongor és Tündét, Babits Laodameiáját és Balázs Béla művét, A kékszakállú herceg várát.
Egyik legjelentősebb munkája Arany János A walesi bárdok című versének angolra átültetése, amely alapul szolgált Karl Jenkins walesi zeneszerző Bards of Wales című kantátájának megkomponálásához, amelyet nagy sikerrel mutattak be az Egyesült Királyságban és Budapesten is.

## Díjai, elismerései
- Queen’s Award, Anglia – három alkalommal (egy az alagútfúró berendezésükért, kettő pedig kiemelkedő export-teljesítményeikért)
- Füst Milán-díj (1999, Magyar Tudományos Akadémia)
- Pro Cultura Hungarica díj (2002)
- Best Book of the Year, Seamus Heaney (TLS, 2005)
- A Times Stephen Spender-díja (Baka István Aeneas és Dido c. versének fordításáért, 2007)
- kétszer volt shortlistás jelölt a legjobb 6 között a Weidenfeld-díjra (először Kányádi Sándor There is a Land, másodszor Baka István Selected Poems c. kötetének fordításáért, 2001-ben és 2004-ben)
- A Köztársasági Érdemrend Lovagkeresztje (2013)

## Fordításkötetei

### Kétnyelvű verseskötetek a Maecenas Kiadó gondozásában
- 36 vers = 36 poems by Dezső Kosztolányi. Budapest, Maecenas, 2000. ISBN 9632030281
- 43 vers = 43 poems by Attila József. Az utószót írta: George Szirtes. Budapest, Maecenas. ISBN 9632031202 ; Newry, Northern Ireland, Abbey Press, 2005.  „Az év legjobb könyvé”-nek (Best Book of the Year) jelölte Seamus Heaney, 2005.
- 51 vers = 51 poems by Ágnes Nemes Nagy. Budapest, Maecenas, 2007. ISBN 9789632031637
- 37 vers = 37 poems by György Faludy. Peter Zollman. Budapest, Maecenas, 2010. ISBN 9789632032252 Részlet

### További két- vagy többnyelvű kötetek
- Csongor és Tünde : Verses tündérszínjáték = The Quest Csongor and Tünde : A fairytale play in verse by Mihály Vörösmarty. Budapest, Merlin Nemzetközi Színház, 1996. ISBN 9630470241
- Nine ballads : of guilt and remorse ; The Nightingale : a village satire = Kilenc ballada és a fülemile by János Arany. Budapest, Atlantis / Merlin, 1997. ISBN 9630570246
- Duke Bluebeard’s Castle = A kékszakállú herceg vára by Béla Balázs. Opera libretto and verse-drama by Béla Balázs; János Kass; Peter Zollman; György Kroó. Budapest, 1998. ISBN 9630347792
- Láodamía : 20th century verse-drama from the Homeric cycle = Laodameia by Mihály Babits. Budapest, [Merlin Nemzetközi Színház], 1999. ISBN 9630347792
- Sodrásban = In mid-stream : talks and speeches by Árpád Göncz. Budapest, Corvina Books, 1999. ISBN 963-13-4801-6

### Angol és más nyelveken
- Last poems from a Nazi lager in Serbia by Miklós Radnóti [Written in a Nazi labour camp before he was murdered fifty years ago. 1944–1994],  [Surrey], Babel, 1994. ISBN 0952478005
- Babel : poems and translations. 1994
- Babel : poetry translations mainly from Hungarian, 1993–1996. (magyarul és angolul). Walton-on-Thames, 1997 (újranyomás) ISBN 0952478013
- Poetry Translations Mainly from Hungarian. Edited and translated by Peter Zollman. London: Babel, 1997. ISBN 0952478021
- Sándor Kányádi: There Is a Land. Selected Poems. Budapest, Corvina, 2000. ISBN 9631349047
- Legenda, változatlan : válogatott és új versek. Petrőczi Éva versei. Budapest : Fekete Sas, 2001. ISBN 963825498X
- Ottó Orbán:  The Witching Time of Night. Chicago, Atlantis-Centaur, 2003. ISBN 1930902026
- István Baka: Selected Poems (with contributions from Mitchael Longley, George Szirtes, Bill Tinley, John W. Wilkinson) [Weidenfeld-díjra jelölve]. Newry, Northern Ireland, Abbey Press, 2003. ISBN 1-901617-22-X
- Tóth Éva: Emlékvers 17 nyelven = Memorial Poem in 17 languages Pomáz, Kráter Műhely Egyesület, 2006. ISBN 9637329854
- András Gerevich: Tiresias's Confesson. Translated by Thomas Cooper, David Hill, George Szirtes, Christopher Whyte, Peter Zollman. Corvina, 2008. ISBN 978-963-13-5790-5
- Profán paletta : Karafiáth Orsolya versei. Budapest : Panderma, 2009
- The Bards of Wales, 2011

### Angol nyelvű antológiákban
- Attila Jozsef’s Poems and Fragments. Budapest / Maynooth : Argumentum / Cardinal Press, 1999. ISBN 9634461131
- The Right to Sanity : a Victor Hatar reader. Budapest : Corvina, 1999. ISBN 9631348199
- In Quest of the Miracle Stag: The Poetry of Hungary, Vol. 1.: an Anthology of Hungarian Poetry in English Translation from the 13th Century to the Present, 1. kötet, Chicago, Atlantis Centaur, 1996.
- In Quest of the Miracle Stag: The Poetry of Hungary, Vol. 1 – Second, Revised Edition. (Edited by Adam Makkai) Chicago, University of Illinois Press : Budapest, Tertia, 2000. ISBN 9638602422
- In Quest of the Miracle Stag: The Poetry of Hungary, Vol. 2, An Anthology of Hungarian Poetry from the Start of the 20th Century to the Present in English Transtation. (Edited by Adam Makkai) Chicago, 2003. ISBN 9632108140
- The Audit is Done : A Taste of 20th Century Hungarian Poetry = Kész a leltár : Egy évszázad félszáz magyar verse angolul (magyarul és angolul) by Peter Zollman; János Kass. Budapest, Új Világ Kiadó, Antonin Liehm Alapítvány, 2003. Online version (Europian Cultural Review, 14., ISSN 1219-7149)
- An Island of Sound: Hungarian Poetry and Fiction before and beyond the Iron Curtain. Szerk.: G. Szirtes és M. Vajda. London : Harvill, 2004. ISBN 1843431866
- Hide and Seek. Contemporary Hungarian Literature. Szerk.: Horváth Györgyi és Benedek Anna. Budapest : József Attila Kör, 2004. ISBN 9632171802
- The Lost Rider – A Bilingual Anthology: The Corvina Book of Hungarian Verse. Válogatta és szerkesztette Dávidházi Péter, Ferencz Győző, Kúnos László, Várady Szabolcs és George Szirtes. Budapest: Corvina, 1997. ISBN 9631343820 Későbbi kiadása: The Lost Rider – A Bilingual Anthology (szerk. Kozma Miklós). Corvina Kiadó Kft, 2007. ISBN 9789631356205
- The Times Stephen Spender Prize, 2007 Archiválva 2015. december 22-i dátummal a Wayback Machine-ben. Zollman Péter díjnyertes fordítása a füzetben: Baka István: Aeneas and Dido (Aeneas és Dido)
- A Tribute to Attila József On the 70th anniversary of his death. Szerk.: Kabdebó Tamás. Newry (Northern Ireland), Abbey Press, 2007. ISBN 9781901617252
- New Order – Hungarian Poets of the Post-1989 Generation. Szerk.: George Szirtes. ARC Publications, 2010. ISBN 9781906570507
- I lived on this Earth: An anthology of poems on the Holocaust. Alba Press, 2012. ISBN 9780952760511
- Inspired by Hungarian poetry: British poets in conversation with Attila József Archiválva 2017. február 25-i dátummal a Wayback Machine-ben, 2013. ISBN 9786155389290. Zollman Péter fordításai a kötetben: József Attila: On my Birthday (Születésnapomra), By The Danube (A Dunánál), You Came with a Stick (Karóval jöttél)

## Külső hivatkozások
- Néhány versfordítása (Babelmatrix.org)
- (angolul) In Memoriam Peter Zollman (1931–2013) Archiválva 2017. február 25-i dátummal a Wayback Machine-ben (nekrológja a londoni Balassi Intézet honlapján)
- (angolul) Peter Zollman: Scientist who worked on the Channel Tunnel and translated into English the verse of his native Hungary (nekrológja a The Indepent honlapján)